# Liste der Biografien/Adm
Liste der Biografien |
Portal Biografien |
Personensuche
# |
A |
B |
C |
D |
E |
F |
G |
H |
I |
J |
K |
L |
M |
N |
O |
P |
Q |
R |
S |
T |
U |
V |
W |
X |
Y |
Z |
?
 
Aa |
Ab |
Ac |
Ad |
Ae |
Af |
Ag |
Ah |
Ai |
Aj |
Ak |
Al |
Am |
An |
Ao |
Ap |
Aq |
Ar |
As |
At |
Au |
Av |
Aw |
Ax |
Ay |
Az
 
Ada |
Adc |
Add |
Ade |
Adg |
Adh |
Adi |
Adj |
Adk |
Adl |
Adm |
Adn |
Ado |
Adr |
Ads |
Adt |
Adu |
Adv |
Adw |
Ady |
Adz
Die Liste der Biografien führt alle Personen auf, die in der deutschsprachigen Wikipedia einen Artikel haben. Dieses ist eine Teilliste mit 13 Einträgen von Personen, deren Namen mit den Buchstaben „Adm“ beginnt.

## Adm

### Adma
- Admassou, Megra (* 1935), äthiopischer Radrennfahrer
- Admati, Anat R. (* 1956), israelische Ökonomin

### Adme
- Admetos, König der Molosser
- Admetos († 332 v. Chr.), Offizier Alexanders des Großen

### Admi
- Admiraal, Anna, niederländische Schauspielerin
- Admiraal, Jacob (1937–2006), niederländischer Schauspieler, Schriftsteller und Filmemacher
- Admiral Freebee (* 1974), belgischer Songwriter
- Admiral Tibet (* 1960), jamaikanischer Sänger
- Admiral, Eva-Maria (* 1965), österreichische SchauspielerinEva-Maria Admiral (* 1965)

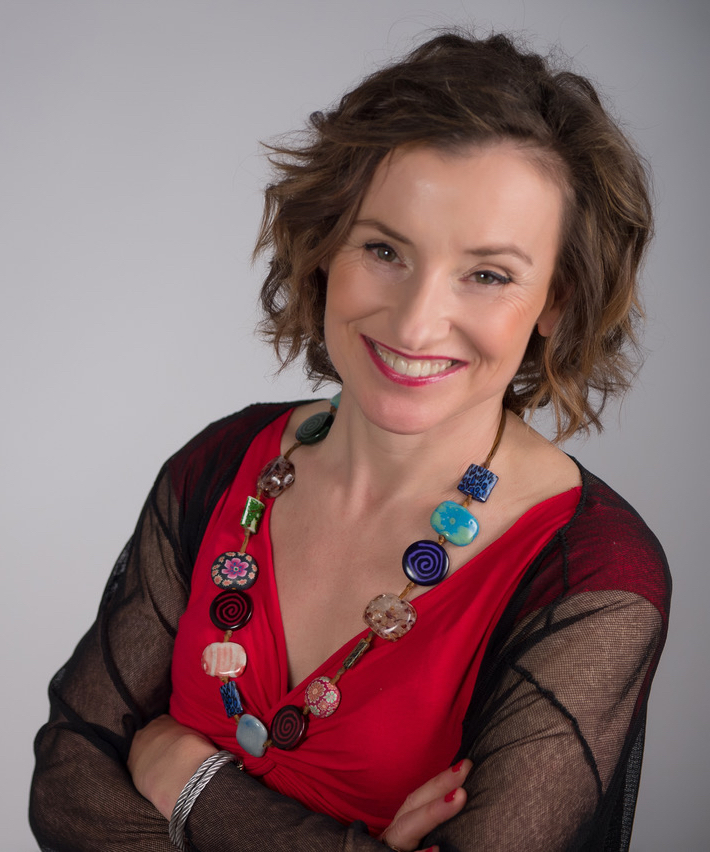
Eva-Maria Admiral (* 1965)

- Admiral, Kevin D., US-amerikanischer Offizier, Generalleutnant der US-Army
- Admiral, Virginia (1915–2000), US-amerikanische Malerin und Dichterin

### Admo
- Admoni, Nachum (* 1929), israelischer Geheimdienstler, Direktor des israelischen Geheimdienstes
- Admoni, Wladimir Grigorjewitsch (1909–1993), russisch-jüdischer und sowjetischer Germanist und Skandinavist, Linguist und Literaturwissenschaftler, Übersetzer, Schriftsteller und Dichter